# Gioventù Federalista Europea
La Gioventù Federalista Europea (GFE) è un'associazione politica apartitica che mira a creare il consenso necessario, nelle istituzioni, nella società civile e nell’opinione pubblica, per la creazione di una Europa Federale basata sui principi di democrazia, solidarietà, sussidiarietà e dello Stato di Diritto e dotata di Istituzioni comuni.
È la sezione italiana degli Jeunes Européens Fédéralistes (JEF) e il gruppo giovanile del Movimento Federalista Europeo (MFE).

## La storia
Il Movimento Federalista Europeo (MFE) fu fondato a Milano tra il 27 e il 28 agosto 1943 da un gruppo di antifascisti raccolti intorno ad Altiero Spinelli. I principi sulla base dei quali esso è nato sono contenuti nel Manifesto di Ventotene, elaborato nel 1941 dallo stesso Spinelli con Ernesto Rossi ed Eugenio Colorni. L'analisi e le proposte politiche contenute nel Manifesto si basano sulla presa di coscienza della crisi dello Stato nazionale - ritenuto la causa principale delle guerre mondiali e dell'affermazione del nazifascismo - e sulla convinzione che solo il superamento della sovranità assoluta degli Stati attraverso la creazione di una Federazione europea avrebbe assicurato la pace in Europa. La Gioventù Federalista Europea (GFE) nacque otto anni dopo, il 17 marzo 1951, a Roma.
L'associazione sostenne i primi trattati europei, la CECA nel 1951, la CED nel 1954 e i Trattati di Roma nel 1957 e, dal 1967, concentrò il proprio impegno nella lotta per l'elezione diretta del Parlamento europeo, intesa come tappa intermedia per giungere alla costituente europea. Insieme al MFE organizzò una consistente mobilitazione popolare intorno all’elezione diretta dei rappresentanti italiani nel Parlamento europeo, raccogliendo le firme necessarie per presentare una proposta di legge di iniziativa popolare e organizzando diverse manifestazioni per la causa. La prima elezione diretta del Parlamento europeo si tenne nel 1979.
Subito dopo l’elezione diretta del Parlamento, si sviluppò un’azione combinata fra Spinelli, Eurodeputato dal 1976, e i federalisti per mobilitare un vasto consenso intorno all’iniziativa per una rifondazione delle Comunità. Spinelli, assieme a un piccolo gruppo di Parlamentari riuniti nel Club del Coccodrillo, riuscì ad impegnare l’intero Parlamento nella elaborazione di un nuovo Trattato che prevedeva la trasformazione delle Comunità in una federazione. L’impegno dei federalisti ebbe uno dei suoi momenti più alto nella manifestazione di Milano del 29 giugno 1985 in cui parteciparono 100.000 persone provenienti da tutta Europa, in occasione del Consiglio europeo che convocò la Conferenza intergovernativa che redasse l’Atto unico europeo.
Altre grandi mobilitazioni di MFE e GFE avvennero a Roma nel 1990, in occasione dei Consigli europei che posero le basi per la nascita del Trattato sull'Unione europea firmato a Maastricht il 7 febbraio 1992. Questo definì i cosiddetti tre pilastri dell’Unione europea, fissando anche le regole politiche e i parametri economici e sociali necessari per l’ingresso dei vari Stati aderenti nella suddetta Unione.
Tra le campagne promosse dai federalisti, particolare rilievo ebbe quella per la moneta unica, avanzata già negli anni Settanta, quando si era posto il problema dell’incompatibilità tra l’avanzamento del mercato unico e il permanere di un sistema di monete nazionali. L'unione economica e monetaria europea venne sancita con l'adozione della moneta unica, l'Euro, solo nel 2002.
Dopo l’introduzione dell’euro e in vista dell’ingresso dei Paesi dell’est Europa, il 15 dicembre 2001 il Consiglio europeo propose di convocare una Convenzione europea per la redazione di una costituzione. I federalisti, pur considerando deludenti i risultati della Convenzione, si schierarono a favore del nuovo Trattato costituzionale. Tuttavia il progetto fallì, per via degli esiti negativi nei referendum popolari in Francia e in Olanda. In seguito, fu firmato il Trattato di Lisbona.
Nel 2020, ebbe il via la Conferenza sul Futuro dell'Europa, per discutere fra Istituzioni europee e nazionali, cittadini e società civile come l’UE potesse affrontare le sfide degli anni seguenti. Questa vide uno straordinario impegno da parte dei militanti federalisti, le cui proposte ottennero successo sulla piattaforma online e sul territorio. Tra queste, in particolare, la possibilità di revisione dei Trattati, che venne adottata nel 2023 dalla plenaria del Parlamento europeo.

## L'ideologia
Il federalismo rappresenta un'idea rivoluzionaria e del tutto innovativa nei confronti delle ideologie tradizionali (liberalismo, democrazia, socialismo). La nuova linea di divisione fra le forze progressiste e le forze reazionarie secondo i federalisti è quella che separa coloro che ritengono compito centrale la creazione di uno Stato federale europeo da coloro che consapevolmente o di fatto agiscono per il mantenimento del sistema degli Stati nazionali sovrani.
Obiettivo ultimo della GFE è il raggiungimento della pace e della democrazia internazionale attraverso la creazione della Federazione Mondiale. I suoi obiettivi intermedi sono la Federazione Europea, l'unificazione federale delle altre grandi famiglie del genere umano e la trasformazione dell'ONU in un Governo mondiale parziale. L'azione per il raggiungimento di questi obiettivi avviene in collaborazione con i federalisti di tutto il mondo.

## Organizzazione
Possono iscriversi alla GFE tutti i giovani di qualsiasi cittadinanza e di età compresa tra i 14 e i 30 anni.
La GFE si differenzia radicalmente dai modelli normali di organizzazione politica, i partiti e i gruppi di pressione. Diversamente dai gruppi di pressione, che cercano solo vantaggi particolari per gruppi particolari senza modificare necessariamente l'assetto dei poteri costituiti, e a differenza dei partiti, che hanno come quadro privilegiato di azione il quadro nazionale, la GFE esercita un'iniziativa politica autonoma rivolta alla fondazione di uno Stato nuovo, la Federazione europea.
In sintesi, la GFE ha le seguenti caratteristiche:
- è autonoma dalle forze politiche tradizionali e non partecipa direttamente alle elezioni;
- svolge un ruolo di iniziativa politica mirante a mobilitare le forze politiche e sociali e tutti i cittadini sugli obiettivi strategici che di volta in volta consentono di avanzare verso la Federazione europea e, in prospettiva, verso la Federazione mondiale;
- elabora la sua politica a livello sovranazionale come sezione italiana degli Jeunes Européens Fédéralistes (JEF) e, attraverso il MFE, dell'Union of European Federalists (UEF) e del World Federalist Movement (WFM);
- è un insieme di centri di cultura politica di carattere militante, che collaborano a elaborare e diffondere la teoria generale del federalismo - che rappresenta il nucleo vitale della cultura della pace - e la critica degli aspetti falsi dell'idea nazionale;
- si basa sull'autofinanziamento e sul lavoro volontario dei militanti.

La GFE opera sul territorio tramite le sue sezioni, cioè centri di ritrovo, dibattito, organizzazione delle attività, di condivisione della vita politica con gli altri militanti. Ogni sezione può rappresentare una comunità locale, una città, una provincia. Nelle regioni dove sono presenti almeno tre sezioni, operano i centri regionali. Il centro nazionale agisce nell'ambito territoriale dello Stato italiano e rappresenta l'Italia nel contesto internazionale. Si compone di un Comitato federale, che aggiorna la linea politica mediante la discussione e l’approvazione di documenti rispettosi delle mozioni congressuali, e di una Direzione nazionale (che include Presidente nazionale, Segretario generale, Tesoriere e almeno altri sette membri), che attua la linea politica formulata dal Congresso nazionale e aggiornata dal Comitato federale.